# Elektrospray

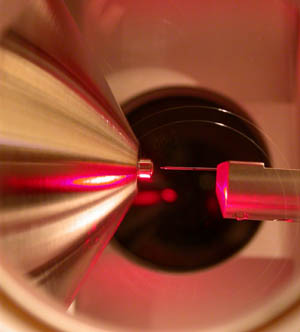
Elektrosprayionisatiebron

Een elektrospray is een spray die teweeggebracht kan worden door een vloeistof, die uit een capillair stroomt, onder hoge spanning te zetten. Door de hoge spanning raken de moleculen in de vloeistof geïoniseerd en ontstaat er door onderlinge afstoting van ionen een spray.
Elektrosprayionisatie (ESI) is een belangrijke techniek in de massaspectrometrie. In 2002 kreeg John Bennet Fenn de Nobelprijs voor de Scheikunde wegens de ontwikkeling van elektrosprayionisatie voor de analyse van biologische macromoleculen.